# Coatzacoalcos (rzeka)

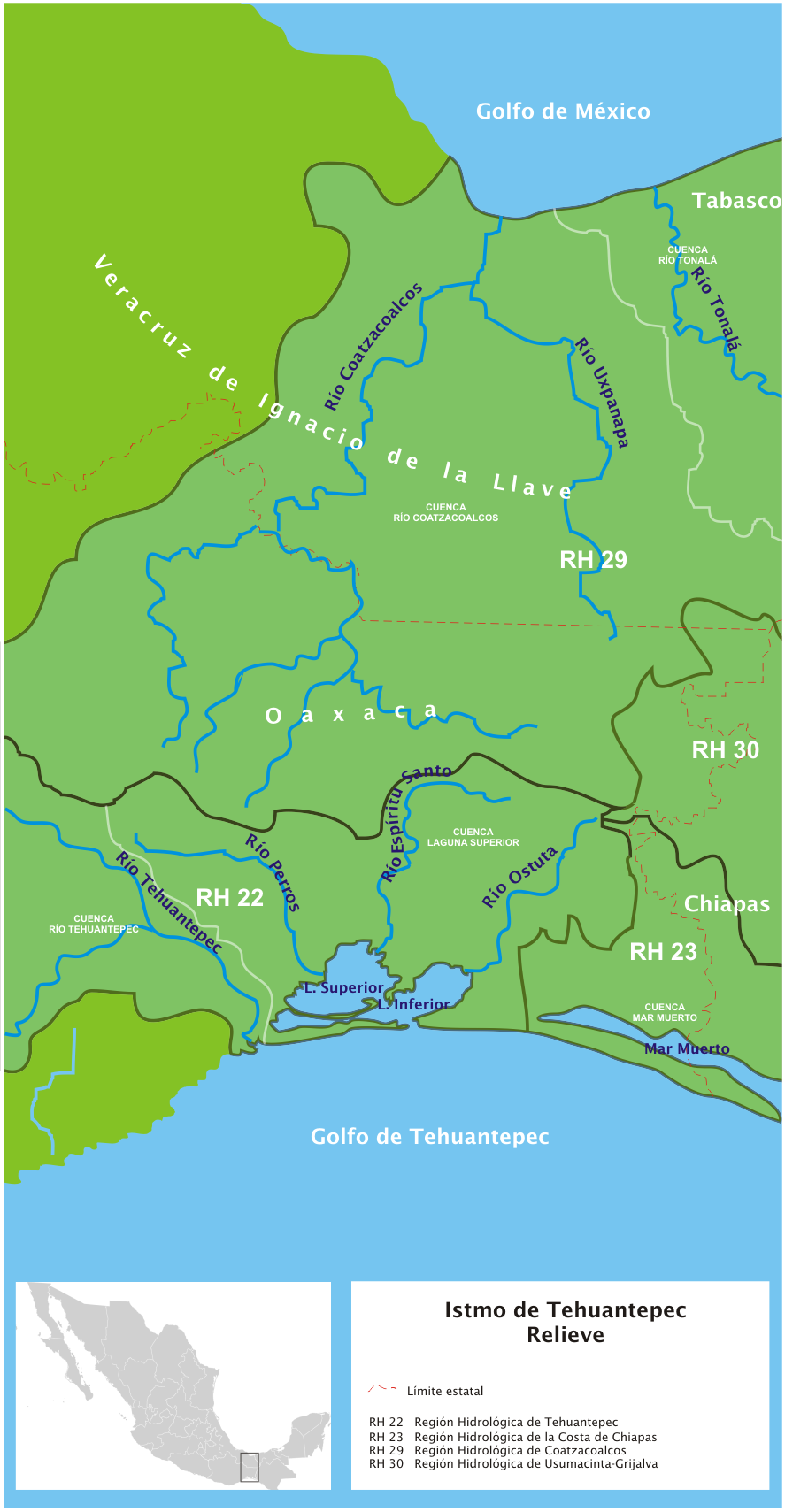
Dorzecze rzeki Coatzacoalcos

Coatzacoalcos – rzeka w Meksyku płynąca przez stan Oaxaca, w którym ma źródło w górach Sierra de Niltepec, a następnie przez Veracruz, gdzie w mieście Coatzacoalcos wpada do Zatoki Meksykańskiej. Jest największą rzeką w rejonie przesmyku Tehuantepec, w większości wraz z dopływami żeglowną.
W dorzeczu Coatzacoalcos rozwinęła się prekolumbijska kultura Olmeków, jedna z najstarszych na obszarze Mezoameryki.
W 2007 w pobliżu ujścia w mieście Coatzacoalcos oddano 1,6 km tunel pod rzeką, inwestycja kosztowała 228 mln USD..